# Aléxis Tsípras
Aléxis Tsípras, em grego Αλέξης Τσίπρας (Atenas, 28 de julho de 1974), é um político grego que serviu como primeiro-ministro de seu país entre 26 de janeiro e 27 de agosto de 2015 e de 21 de setembro de 2015 até 8 de julho de 2019. É presidente do partido de esquerda Synaspismós (SYN) e o líder da Coligação da Esquerda Radical (SYRIZA).
Em 8 de maio de 2012, Aléxis Tsípras recebeu, do presidente Karolos Papoulias, o mandato para formar um novo governo para a Grécia. No dia anterior, Antónis Samarás, líder do partido conservador Nova Democracia, desistira de sua tentativa de formar um governo. Tsípras, no entanto, também não conseguiu formar um  governo. O presidente marcou novas eleições, as quais deram a vitória à Nova Democracia, que formou o gabinete com o PASOK. Antónis Samarás assumiu a função de primeiro-ministro, enquanto Tsípras tornou-se o líder da oposição até 2015.
Afinal, o SYRIZA ganhou as eleições legislativas de 25 de Janeiro de 2015, e Tsípras, seu líder, foi nomeado primeiro-ministro, formando um governo de coligação com os partidos SYRIZA e Gregos Independentes — o Governo Tsipras.

## Biografia
Aléxis Tsípras é filho de um engenheiro grego, Pavlos Tsipras (falecido em outubro de 2012) e da sua mulher Aristi. A família tem raízes na região da Trácia Oriental, no leste do país, perto da fronteira com a Turquia. Tem dois irmãos mais velhos, Dimitris e Zanett. Possui um diploma de engenharia civil e fez estudos de pós-graduação em planeamento urbano e regional. Trabalhou como engenheiro civil no setor de construções e é autor de vários estudos e projetos para a cidade de Atenas. Mantém uma união civil com a engenheira Peristera  Batziana, mais conhecida como 'Betty', sua companheira há 30 anos, com quem tem dois filhos — Phoebus Pavlos, nascido em 2010, e Orpheus Ernesto, nascido em 2012.

### Carreira política
Aléxis Tsípras juntou-se à esquerda, enquanto ainda um estudante do ensino médio nas fileiras da Juventude Comunista da Grécia (KNE) e foi muito ativo durante as mobilizações 1990-1991. Como estudante universitário, ingressou nas fileiras do movimento renovador da esquerda e foi membro do Conselho Executivo do Diretório Acadêmico da Faculdade de Engenharia Civil de Atenas. Atuou ainda como representante dos estudantes no Senado Universitário. Ele foi eleito membro do Concelho Central da União Nacional de Estudantes da Grécia (EFEE) durante o período de 1995-1997.
Em 1999 foi eleito secretário da Juventude do Synaspismós, cargo que ocupou até o 3.º congresso da organização, em março de 2003. Como secretário da Juventude Synaspismós tomou parte activa no processo de criação do Fórum Social Grego e assistiu a todas as marchas e protestos internacionais contra a globalização neoliberal. No 4.º congresso do Synaspismós em dezembro de 2004, foi eleito para o Comité Central do partido e, consequentemente, para a secretaria política, onde foi responsável pelas questões de educação e juventude. 

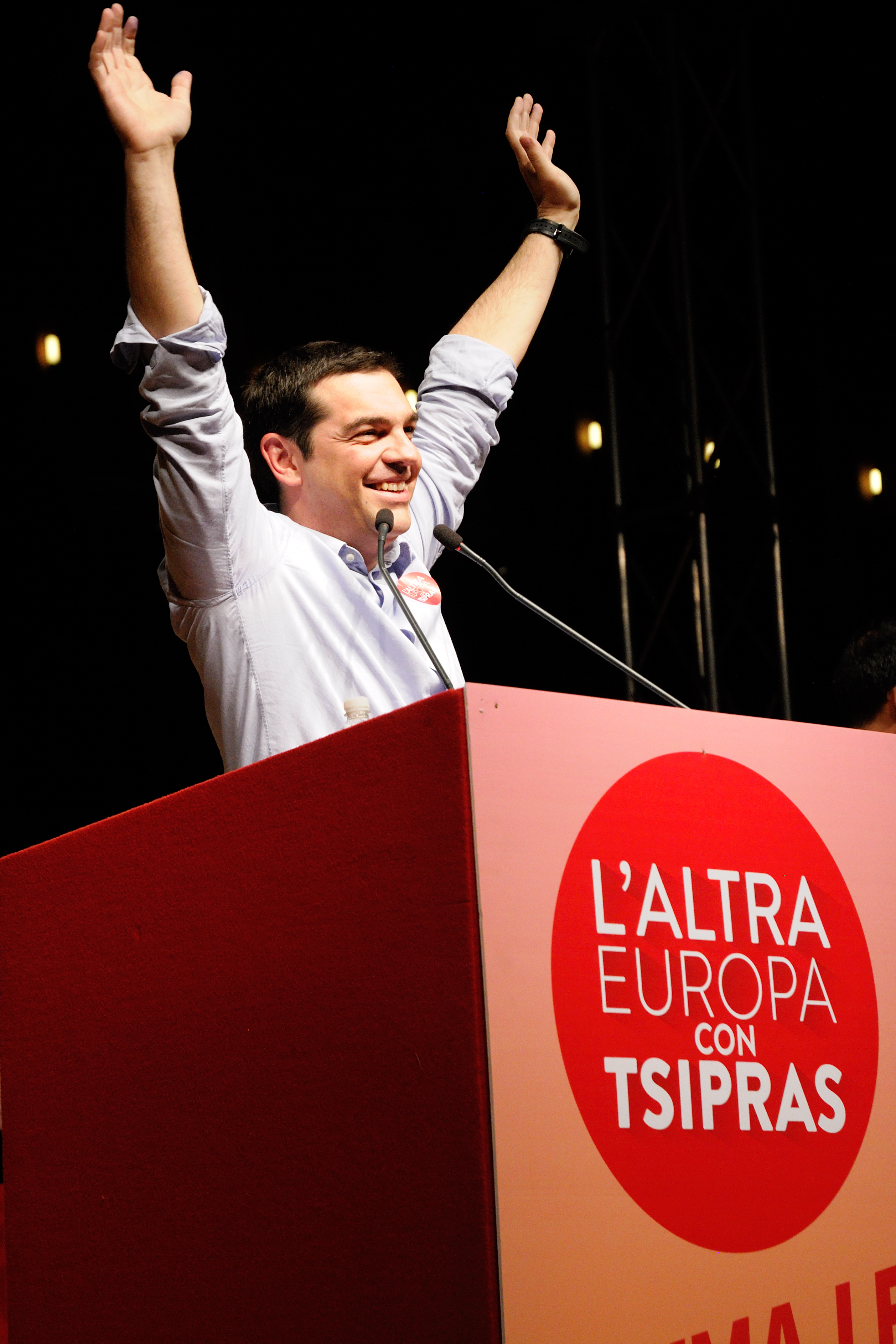
Tsípras em Bolonha discursando num comício do partido L'Altra Europa.

Tsípras tornar-se-ia mais conhecido, na cena política grega, durante as eleições municipais de 2006, quando foi candidato a prefeito de Atenas, na lista "ΑνοιχΑνοιχτή Πόλητή Πόλη" (transl. Anihti Poli: "Cidade Aberta"), encabeçada pelo Syriza e apoiada pelo Synaspismós e demais forças aliadas ao Syriza. Mas só conseguiu chegar em terceiro lugar (após os candidatos da Nova Democracia e Pasok), com 10,5% dos votos. De todo modo, ganhou um assento no conselho municipal de Atenas, por ter sido o primeiro da lista eleitoral do Syriza.
Decidido a completar seu mandato no conselho municipal de Atenas, Tsípras não se candidatou ao Parlamento Helênico nas eleições legislativas de 2007. Em fevereiro de 2008, foi eleito presidente do Synaspismós, durante o 5.º Congresso do partido. Nas eleições nacionais de 2009, foi eleito membro do Parlamento grego e, desde então, dirigiu o grupo parlamentar do Syriza.

### Eleições 2015
A Grécia convocou eleições antecipadas depois que o candidato governista à presidência, Stavros Dimas, não foi eleito na terceira votação parlamentar. Dimas obteve o respaldo de 168 dos 300 deputados da câmara legislativa, 12 a menos do que os 180 votos que necessitava. Antes das eleições, o primeiro-ministro Antonis Samaras fez uma última chamada aos deputados para pedir o apoio a seu candidato. Samaras afirmou que todos os que não o apoiassem, automaticamente se aliavam com Tsípras, que não apoiou nenhum candidato para forçar eleições.
Com o avanço do SYRIZA nas sondagens, a Bolsa de Atenas e o euro sofreram quedas. Mas isso não impediu Tsípras de reunir mais de 50 mil pessoas num comício na Praça Omonoia, em Atenas, dois dias antes das novas eleições. Em 25 de janeiro, o SYRIZA vence e no dia seguinte, Aléxis Tsípras é empossado como Primeiro-ministro da Grécia.

### Renúncia
Oito meses depois, no dia 20 de agosto de 2015, o primeiro-ministro Aléxis Tsípras anunciou a sua renúncia e a do seu gabinete, convocando eleições antecipadas, que foram marcadas para 20 de setembro. Tsípras apresentou sua carta de demissão ao presidente Prokopis Pavlopoulos. Entre os motivos da renúncia estava a fissura aberta no Syriza, entre os partidários e os críticos do programa de resgate da dívida pública grega, que trouxe cortes e ajustes de 4 a 5% do PIB da Grécia.

## Queda
Em julho de 2019, ocorreram eleições antecipadas na Grécia, convocadas por Tsípras, com a esperança de reverter a onda de descontentamento com a sua administração. O partido de direita conservadora, Nova Democracia, venceu o pleito grego, tornando Kyriakos Mitsotakis o primeiro-ministro.